# 別雷定理
數學上，別雷定理（英語：Belyi's theorem）是有關代數曲線的定理，指出任何用代數數係數定義的非奇異代數曲線C，都代表這樣的一個緊黎曼曲面，這黎曼曲面能作為黎曼球面的分歧覆蓋，且只有三個分歧點。
這定理是根納季·別雷1979年的結果。這個結果當時令人大感意外，激發格羅滕迪克發展出dessin d'enfant理論，使用組合數學資料描述代數數上的非奇異代數曲線。
格羅滕迪克曾在《Esquisse d'un Programme》評價這定理說：「不到一年後，在赫爾斯基的國際數學家大會中，蘇聯數學家別雷宣佈了正正這個結果，證明令人困惑地簡單，德利涅一封信的兩小頁也容得下。毫無疑問，從未有一個深刻且令人迷惑的結果，如此短短數行就證明出來！」

## 上半平面的商
從上推導出這樣的黎曼曲面可以取作
H / Γ
其中H是上半平面，Γ是模群的有限指數子群，曲面用尖點緊化。因為模群有非同餘子群，故此不可以作結論說任何這樣的曲線都是模曲線。

## 別雷函數
別雷函數是從緊黎曼曲面S到複射影直線P1(C)的全純映射，僅在三點分歧，這三點可以經由莫比烏斯變換取為{\displaystyle \{0,1,\infty \}}。別雷函數可以用dessin d'enfant給出組合數學描述。
別雷函數和dessin d'enfants（但不是別雷定理）至少可以追溯到菲利克斯·克萊因的工作。他用了這些概念去研究複射影直線的一個11重覆蓋，其單射群為PSL(2,11)。(Klein 1879)

## 應用
別雷定理證明了別雷函數的存在性。這定理常應用於伽羅瓦逆問題。

## 參看
- Girondo, Ernesto; González-Diez, Gabino, , London Mathematical Society Student Texts 79, Cambridge: Cambridge University Press, 2012, ISBN 978-0-521-74022-7, Zbl 1253.30001
- Wushi Goldring, , Dorian Goldfeld; Jay Jorgenson; Peter Jones; Dinakar Ramakrishnan; Kenneth A. Ribet; John Tate  (编), , Springer: 181–214, 2012, ISBN 978-1-4614-1259-5